# SMM+ Karatamak
SMM+ Karatamak (turkm. «SMM+» futbol kluby, Karatamak) – turkmeński klub piłkarski, mający siedzibę w miejscowości Karatamak wilajetu achalskiego na północ od stolicy kraju Aszchabad.
W 2000 występował w Ýokary Liga.

## Historia
Chronologia nazw:
- 1998: SMM+ Karatamak (ros. «СММ+» Карадамак)

Piłkarski klub SMM+ Karatamak został założony w miejscowości Karatamak w 1998 roku. Występował w Pierwszej Lidze. W sezonie 2000 debiutował w rozgrywkach Wyższej Ligi Turkmenistanu. Zajął 6 miejsce, ale w następnym sezonie nie przystąpił do rozgrywek. Potem klub występował w Pierwszej Lidze.

## Sukcesy

### Trofea międzynarodowe
Nie uczestniczył w rozgrywkach azjatyckich (stan na 31-12-2015).

### Trofea krajowe
Turkmenistan
| \| \| Zdobyte trofea w rozgrywkach Turkmenistanu (stan na: 31-12-2015) \| |                                                                  |      |            |
| Rozgrywki                                                                 | Osiągnięcie                                                      | Razy | Sezon(y)   |
| Mistrzostwo                                                               | I miejsce                                                        | 0    |            |
| Mistrzostwo                                                               | II miejsce                                                       | 0    |            |
| Mistrzostwo                                                               | III miejsce                                                      | 0    |            |
| Mistrzostwo                                                               | 6. miejsce                                                       | 1    | 2000       |
| Puchar                                                                    | zdobywca                                                         | 0    |            |
| Puchar                                                                    | finalista                                                        | 0    |            |
| Puchar                                                                    | 1/4 finału                                                       | 2    | 1998, 2000 |
| II liga                                                                   | I miejsce                                                        | ?    | ?          |
| II liga                                                                   | II miejsce                                                       | ?    | ?          |
| II liga                                                                   | III miejsce                                                      | ?    | ?          |
| Turkmenistan                                                              | Zdobyte trofea w rozgrywkach Turkmenistanu (stan na: 31-12-2015) |      |            |

## Stadion
...

## Piłkarze
Znani piłkarze:
...

## Trenerzy
...